# Naim Qassem
Naim Qassem (arabiska: نعيم قاسم, född 1953 i Kfar Fila i södra Libanon, är en libanesisk Shiaislamsk imam och politiker.
Naim Qassem började 1970 studera kemi och franska  Libanesiska universitetet i Beirut och tog en licentiatexamen där. Under studietiden studerade han också teologi. Efter examen var han under flera år lärare i kemi.
Han var en av grundarna av Libanons muslimska studentorganisation på 1970-talet och blev medlem i milisen Harakat Amal under den tid som den leddes av Musa al-Sadr. Qassem var chef för Islams religionsutbildningsförening mellan 1974 och 1988. Han var en av grundarna av Hizbollah och blev 1991 organisationens biträdande generalsekreterare. Han utsågs i oktober 2024 till generalsekreterare i Hezbollah efter den vid Israels attack mot Hizbollahs högkvarter i Beirut dödade Hassan Nasrallah.
Naim Qassem är gift och har sex barn.